# Rapoon
Rapoon aus Newcastle upon Tyne, England, ist das musikalische Soloprojekt von Robin Storey, einem ehemaligen Mitglied von Zoviet France. Seine Musik kann dem Post-Industrial und Ambient zugeordnet werden.

## Bandgeschichte
Im Jahr 1992 verließ Storey Zoviet France, um als Solokünstler mit den Projektnamen Rapoon neue musikalische Wege zu beschreiten. Der Name des Projekts stammt von dem kleinen Neffen von Storey, der seinen Vornamen Robin als Ra-Poon ausgesprochen hatte. Nach seinem Ausstieg bei Zoviet France veröffentlichte Robin Storey noch im gleichen Jahr sein Debütalbum Dream Circle, das bereits in den Jahren zuvor entstanden war.
Robin Storey verfasst seine Musik alleine. Manchmal wird er dabei von Sängerinnen unterstützt wie der Marokkanerin  Kuadija Mohammed oder der Opernsängerin Vicki Bain. Musikalisch arbeitete er auch zusammen mit Hans-Joachim Roedelius von Cluster, Damo Suzuki, Randy Greif oder Tatyana Stepchenko. Mit Nigel Ayers von Nocturnal Emissions betreibt er das Projekt Hank And Slim, mit seinen ehemaligen Zoviet France-Kollegen die Band Reformed Faction, die zu Beginn eigentlich The Reformed Faction of Soviet France geheißen hatte. Bis heute hat Rapoon über 40 Longplayer veröffentlicht. Die jeweiligen Tonträger erscheinen in der Regel in Stückzahlen von 500 bis 1500 Stück. Als Maler und Grafiker kümmert sich Robin Storey selber um die Gestaltung der Cover, die teilweise sehr aufwändig gestaltet sind, oft mit ethnischen Motiven.

## Stil
Laut Storey hatte ihn die Arbeit bei Zoviet France spirituell nicht mehr zufrieden gestellt. Außerdem war Storey fasziniert vom rhythmischen Minimalismus der Musik aus Westafrika, Bangladesch und Indien. Mit seiner Arbeit bei Rapoon setze er sein Interesse an der Musik von indigenen Völkern um, wobei sein Hauptaugenmerk auf der Wirkung der Musik auf den Hörer liegt.

„I personally use the musical construction techniques of loops and rhythmic repetition as a kind of platform for inducing a sort of trance like reception.“

Neben Musik aus dem indischen Subkontinent und Afrika beschäftigte sich Storey auch mit Klängen aus dem Nahen Osten und Russland, die analog und digital von ihm bearbeitet worden sind. In seine sphärische elektronische Musik voller mehrschichtiger Klanglandschaften flossen daher viele Rhythmen und Melodien indigener Völker ein. Daneben kommen Samples von Tablas, Didgeridoos, Trommeln aus Holz und Metall, Kalimbas, Pfeifen, Flöten oder von einer Sitar zum Einsatz. Die Instrumente werden dann mit viel Hall und Echo weiterbearbeitet und verfremdet. Besonders die frühen Werke von Rapoon erzeugen mit diesen Rhythmen, den zahlreichen Samples und dem reichlichen Gebrauch von Loops eine hypnotischer Wirkung. Die späteren Veröffentlichungen fallen überwiegend technoider aus, teilweise sind Einflüsse aus dem Trance und dem Acid vorhanden.

## Diskografie (Auswahl)
| Titel                                               | Tonträger  | Label                  | Jahr       |
| --------------------------------------------------- | ---------- | ---------------------- | ---------- |
| Dream Circle                                        | CD         | DOVe                   | 1992       |
| Fallen Gods                                         | 7"         | Syntactic              | 1993       |
| Raising Earthly Spirits                             | CD         | Staalplaat             | 1993       |
| Vernal Crossing                                     | CD         | Staalplaat             | 1993       |
| Cidar                                               | DAT        | Staalplaat             | 1994       |
| Fallen Gods                                         | CD         | Staalplaat             | 1994       |
| The Kirghiz Light                                   | 2xCD       | Staalplaat             | 1995       |
| Darker By Light                                     | CD         | Soleilmoon             | 1996       |
| Errant Angels                                       | CD         | Soleilmoon             | 1996       |
| Recurring (Dream Circle)                            | CD         | Soleilmoon             | 1996       |
| Birethen/Amüz                                       | 7"         | Syntactic              | 1996       |
| Easterly 6 or 7                                     | CD         | Staalplaat             | 1997       |
| Messianic Ghosts                                    | CDR        | Syntactic              | 1997       |
| The Fires Of The Borderlands                        | CD         | Release Entertainment  | 1997       |
| Just Say The Faith                                  | 12"        | Soleilmoon             | 1998       |
| Tin Of Drum                                         | CD         | Staalplaat             | 1998       |
| D-LEM (A Day Of Visual Geographics)                 | CD         | Gracia Territori Sonor | 1999       |
| Navigating By Colour                                | CD         | Soleilmoon             | 1999       |
| Raising Earthly Spirits                             | CD         | Soleilmoon             | 1999, 2001 |
| What Do You Suppose? (The Alien Question)           | CD         | Staalplaat             | 1999       |
| Fallen Gods (Cidar)                                 | 2xCD       | Staalplaat             | 2000       |
| Your Cheating Lies / The Caucus Burial Tape: Part 2 | 7"         | Klanggalerie           | 2000       |
| Rapoon vs. Kinder Atom                              | CD         | Klanggalerie           | 2000       |
| Cold War: Drum 'N' Bass                             | 2xCD       | Caciocavallo           | 2001       |
| Just Say The Faith                                  | CD         | Soleilmoon             | 2001       |
| Messianic Ghosts                                    | CD         | Klanggalerie           | 2002       |
| Pell Mell                                           | CD         | Staalplaat             | 2002       |
| Rhiz                                                | CD         | Klanggalerie           | 2002       |
| About Breathing                                     | CD         | Caciocavallo           | 2002       |
| Dream Circle                                        | CD         | XZF                    | 2003       |
| Ep Et Vee                                           | CDR        | Piehead Records        | 2003       |
| I Am A Foreigner                                    | CD         | Caciocavallo           | 2003       |
| Salmo Salar                                         | CD         | Fario                  | 2003       |
| Monomyth                                            | CD         | Manifold Records       | 2004       |
| Monomyth: Par Avion                                 | CD + 2xCDR | Manifold Records       | 2004       |
| Jane From Whitley Bay                               | 7"         | Klanggalerie           | 2004       |
| My Life As A Ghost                                  | CD         | Klanggalerie           | 2004       |
| Alien Glyph Morphology                              | DVD        | Caciocavallo           | 2005       |
| Alien Glyph Morphology                              | 2X10"      | Soleilmoon             | 2005       |
| Seven Pillars Of Fire                               | CD         | Thisco                 | 2005       |
| From Shadows Sleep                                  | CD         | Essence Music          | 2006       |
| Mental Travellers                                   | CD         | Indiestate             | 2006       |
| Church Road                                         | CD         | Tantric Harmonies      | 2006       |
| Palestine                                           | CD         | Old Europa Café        | 2007       |
| Time Frost                                          | CD         | Glacial Movements      | 2007       |
| The Library Of The Dead                             | CD         | Indiestate             | 2008       |
| Obscure Objects Of Desire                           | CD         | Vivo Records           | 2008       |
| Dark Rivers                                         | CD         | Lens Records           | 2009       |
| The Melancholic Songs Of The Desert                 | CD         | Soleilmoon             | 2009       |
| Wasteland Raga                                      | CD         | Aquarellist            | 2010       |
| Disappeared                                         | CD         | Magnatune              | 2010       |
| The Bush Prophet                                    | CD         | Indiestate             | 2010       |